# Бабенко, Василий Сергеевич
Васи́лий Серге́евич Бабе́нко (21 января 1924, Журавлёвка — 27 декабря 1988, Талгар, Алма-Атинская область) — советский военнослужащий, участник Великой Отечественной войны, полный кавалер ордена Славы, радист роты связи 102-го гвардейского стрелкового полка гвардии 35-й гвардейской стрелковой дивизии, сержант.

## Биография
Родился 21 января 1924 года в селе Журавлёвка (ныне — Буландинского района Акмолинской области Казахстана). Русский. В детстве с родителями переехал в село Талгар под городом Алма-Ата. Здесь окончил 7 классов, работал в колхозе.
В 1942 году был призван в Красную Армию. В учебном полку получил специальность связиста. В боях Великой Отечественной войны с января 1943 года. Воевал в составе 102-го гвардейского стрелкового полка 35-й гвардейской стрелковой дивизии.
1 августа 1944 года при форсировании реки Вислы в районе города Магнушев гвардии младший сержант Бабенко под огнём и при неоднократных контратаках противника обеспечил надежную радиосвязь командира полка с батальонами. Он ни на шаг не отставал от комбата, передвигаясь вслед за ним на самые опасные участки боя. Уже на плацдарме, в бою в районе села Тарновско был ранен напарник и Бабенко, оставшись у рации один, продолжал обеспечивать бесперебойную связь.
Приказом от 10 сентября 1944 года за обеспечение надежной связи, смелость и мужество в бою гвардии младший сержант Бабенко Василий Сергеевич награждён орденом Славы 3-й степени.
19 января 1945 года в наступательных боях за город Лодзь гвардии младший сержант Бабенко, когда телефонная линия вышла из строя, по рации обеспечивал бесперебойную связь командира полка с подразделениями. Обеспечил успешное отражение контратак противника, точный огонь артиллерии.
Приказом от 7 февраля 1945 года за обеспечение надежной связи, смелость и мужество в бою гвардии младший сержант Бабенко Василий Сергеевич награждён орденом Славы 2-й степени.
Во время берлинской операции радист вновь проявил мужество и высокое мастерство. За все время наступления с 16 по 26 апреля гвардии сержант Бабенко ни на минуте не допустил прекращения связи командира полка с подразделениями. В боях в пригороде Берлина 21 апреля, находясь на переднем крае, он по радио успешно корректировал огонь артиллерии. Участвуя в уличных боях в Берлине, огнём из личного оружия уничтожил 7 противников.
Указом Президиума Верховного Совета СССР 15 мая 1946 года за исключительное мужество, отвагу и бесстрашие, проявленные в боях с вражескими захватчиками гвардии сержант Бабенко Василий Сергеевич награждён орденом Славы 1-й степени. Стал полным кавалером ордена Славы.
В 1947 старшина Бабенко был демобилизован. Вернулся на родину. Жил в городе Талгар, трудился бухгалтером в колхозе «Алма-Ата». Скончался 27 декабря 1988 года.

## Награды
- Орден Отечественной войны 1-й степени (06.04.1985)
- Орден Славы 1-й степени № 2614 (15.05.1946).
- Орден Славы 2-й степени № 11384 (07.02.1945).
- Орден Славы 3-й степени № 237228 (10.09.1944).
- Медаль «За отвагу» (Приказ № 0114/н от 22.04.1945 по 35-й гвардейской стрелковой дивизии).
- Медали.